# 教育・文化週間
教育・文化週間（きょういく・ぶんかしゅうかん）とは、日本の教育及び文化に関し、一般国民の関心と理解を深め、充実振興することを目的とした週間。
社会教育法施行10周年を記念して、1959年（昭和34年）9月4日の閣議了解により制定された。毎年11月1日～11月7日。これは文化の日を中心とした一週間である。
1日目は古典の日と重なり、週間実施に合わせて文化財保護強調週間など各種啓発行事が開催されている。